# Ministerio de Obras Públicas, Transportes y Medio Ambiente
El Ministerio de Transportes y Movilidad Sostenible de España, conocido en otras etapas como Ministerio de Fomento o Ministerio de Obras Públicas, es el departamento de la Administración General del Estado encargado de la propuesta y ejecución de la política del Gobierno de la Nación en los ámbitos de las infraestructuras de transporte terrestre, aéreo y marítimo, de competencia estatal; del control, ordenación y regulación administrativa de los servicios de transporte correspondientes; y del impulso de la movilidad sostenible, en su dimensión social, económica y medioambiental, incluyendo el impulso a la movilidad activa.
Asimismo, es responsable de la ordenación normativa de los servicios postales; del impulso y dirección de los servicios estatales relativos a astronomía, geodesia, geofísica y cartografía; y de la planificación y programación de las inversiones referentes a las infraestructuras, materias y servicios mencionados.
El Ministerio se fundó en enero de 1847, siendo sucesor del Ministerio del Interior (por aquel entonces llamado Ministerio de la Gobernación del Reino) en las áreas de obras públicas, educación, agricultura, y comercio. Posteriormente, también asumió otras responsabilidades como la industria, la pesca, la caza, las estadísticas o la supervisión de la banca y las empresas, pero desde el siglo XX fue sufriendo mermas competenciales en favor de otros nuevos ministerios, estabilizándose desde mediados de este siglo en torno a las obras públicas, el transporte y su infraestructura.
La sede central se encuentra en el complejo de Nuevos Ministerios, en Madrid. Desde el 21 de noviembre de 2023, el ministro es Óscar Puente Santiago, diputado nacional por Valladolid.

## Historia

### Un ministerio para fomentar el desarrollo del país
El Departamento se creó bajo el título de Secretaría de Estado y del Despacho de Comercio, Instrucción y Obras Públicas por Real Decreto de 28 de enero de 1847, desgajándose los ramos tocantes a obras públicas, instrucción pública, y agricultura del Ministerio de la Gobernación, y las de comercio del Ministerio de Marina. Este departamento se creó no solo para aliviar la carga de las heterogenias responsabilidades que tenía Gobernación, sino por la necesidad de impulsar el desarrollo económico del país, objetivo que se entendió que no podría alcanzar una secretaría con tantos negocios. Se eligió como primera sede el convento de los Trinitarios Calzados, que entonces ocupaba el Museo de la Trinidad.

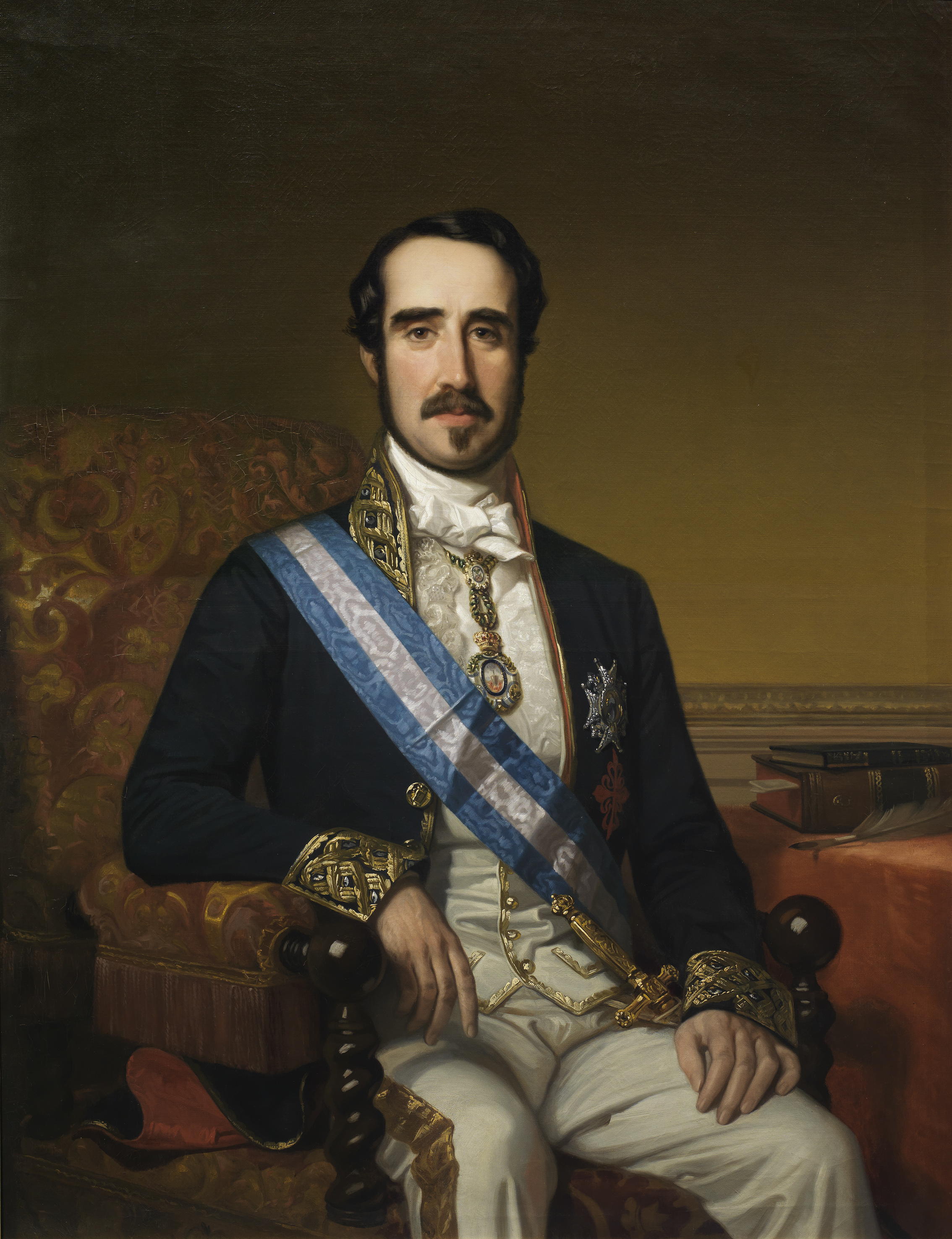
Mariano Roca de Togores fue el primer ministro de fomento entre enero y marzo de 1847.

La estructura primigenia constaba de tres direcciones generales, a saber: Instrucción Pública, Obras Públicas, y Agricultura y Comercio que, con la asunción en agosto de ese año de los negocios de industria fabril y ganadería, pasó a denominarse «Dirección General de Agricultura, Industria y Comercio». A finales de 1847 también asumió la minería. En 1849 se fundó la Comisión para la Carta Geológica de Madrid y General del Reino, que con los años evolucionaría al actual Instituto Geológico y Minero de España (IGME).
En 1851 adoptó su nombre más común, «Ministerio de Fomento», se suprimió la Subsecretaría y se le despojó de las responsabilidades educativas en favor del Ministerio de Gracia y Justicia, al considerar que, al ser el departamento encargado de los asuntos eclesiásticos, era lógico que ambos aspectos estuvieran unidos. Este hecho sería revertido en 1855, por recomendación de las Cortes Constituyentes. Entre julio y octubre de 1856, dirigió los negocios de ultramar.
A partir de 1870 el Ministerio asume la dirección de los servicios estadísticos del país, a través de una Dirección General de Estadística y el Instituto Geográfico, que a partir de 1873 se fusionan en uno solo, el Instituto Geográfico y Estadístico.

De forma similar a lo ocurrido con su antecesor, medio siglo después de su fundación el Ministerio de Fomento soportó su primera gran escisión, al ver nacer el Ministerio de Instrucción Pública y Bellas Artes en 1900 a partir de las atribuciones de este relativas a educación, estadística, ciencias, bellas artes, museos, archivos y bibliotecas, un proyecto que se había intentado ya en 1886, pero que no prosperó. El Departamento se renombró como Ministerio de Agricultura, Industria, Comercio y Obras Públicas, aunque un lustro después recuperó la denominación de «Fomento». En esta época se funda el Consejo de Obras Públicas (COP), reemplazo de la Junta Consultiva de Caminos, Canales y Puertos (1835) y único de los órganos asesores de esta época que aun perdura.

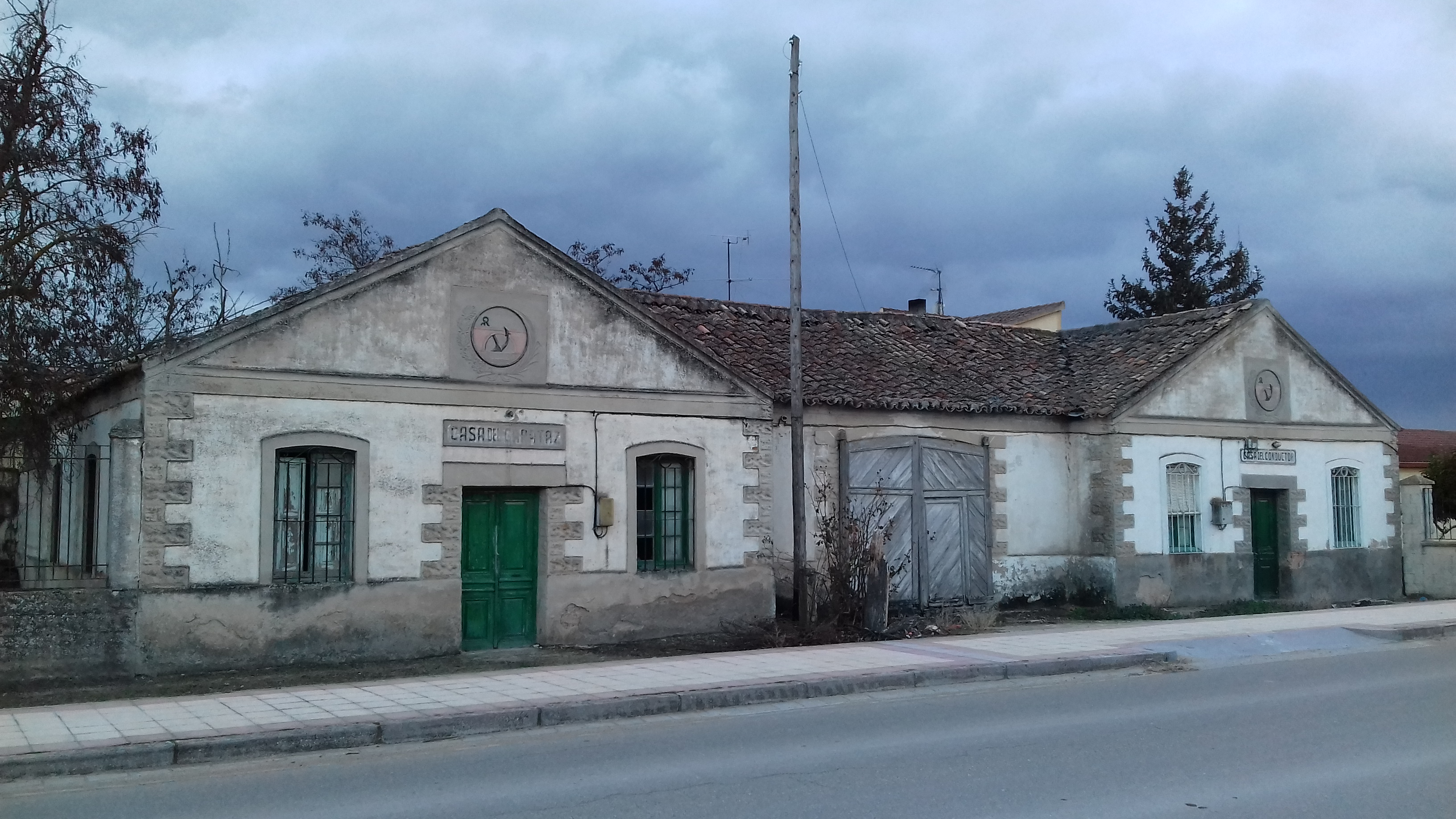
Una «casilla de peón caminero» en Quintanilla de Onésimo (Valladolid). Construidas desde el reinado de Carlos III, en ellas vivía el personal encargado de conservar las carreteras. En la actualidad, la mayoría han sido demolidas o están abandonadas.

Aunque la pérdida del ramo de instrucción pública fue grande, el grueso del presupuesto, así como de la labor del departamento recaía en los negocios de obras públicas, que continuaron en aumento. Tal es así, que para finales de la década de 1920 este sector pasó de ser una dirección general a tres, a saber: Obras Públicas, Minas y Combustibles, y Ferrocarriles y Tranvías. Asimismo, también continuó incorporando algunas competencias, como la pesca hecha con la técnica de la almadraba en 1919.
En la mencionada década ocurrieron numerosos cambios. En primer lugar, se integraron en Fomento los órganos y personal del suprimido Ministerio de Abastecimientos, al tiempo que perdió el ramo de trabajo, que se constituyó como un nuevo departamento, el Ministerio del Trabajo. Luego, este mismo departamento le arrebató las competencias comerciales e industriales y, a final del periodo, se creó el Ministerio de Economía Nacional (hoy Ministerio de Industria) que, entre otras funciones, asumió del Ministerio de Fomento las agrícolas. Por su parte, Fomento asumió todas las competencias sobre pesca del Ministerio de Marina y aquellas sobre el régimen de transportes mecánicos por carretera, así como los órganos territoriales relacionados, del Ministerio de Gobernación.
Con la proclamación de la II República también llegó el protagonismo para el término «Obras Públicas», que se hizo oficial por Decreto de 16 de diciembre de 1931. Mediante este decreto, no solo se renombró el departamento, sino que se transfirieron al Ministerio de Economía Nacional —ahora llamado Ministerio de Agricultura, Industria y Comercio— lo tocante a minas, montes y ganadería. Asimismo, el protagonismo de las obras públicas no solo se reflejo en el nombre, sino en el tamaño del ramo, en el que se constituyeron nuevas direcciones generales para caminos, puertos y obras hidráulicas.
Con alteraciones por las repetidas creaciones y supresiones del Ministerio de Comunicaciones en la etapa final de la República, cuyas competencias entraban y salían del Departamento de Obras Públicas, se mantuvo estable durante el resto del siglo XX, incluida la dictadura, sufriendo cambios menores de denominación en órganos inferiores.

### La democracia: política de infraestructuras vs. política de transporte

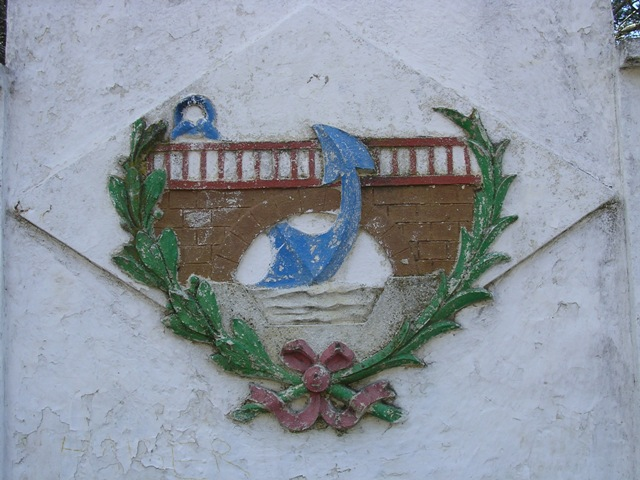
Antiguo logotipo del Ministerio de Obras Públicas en una fuente de San Pedro de las Herrerías (Zamora).

Con la restauración de la democracia se produjeron nuevos cambios en este departamento. En primer lugar, el segundo Gobierno de Adolfo Suárez se constituyó con un nuevo departamento, el Ministerio de Transportes y Comunicaciones, que agrupó la política general del transporte, así como temas relacionados con el correo postal y las telecomunicaciones. Por su parte, este organismo, ahora llamado Ministerio de Obras Públicas y Urbanismo, añadió a su jurisdicción los asuntos del Ministerio de la Vivienda —que se suprimió—, así como los ramos de desarrollo rural y medioambiente del Ministerio de la Presidencia. Así, para cuando la Constitución de 1978 entró en vigor, el Ministerio abarcaba las áreas de obras públicas, carreteras, aguas y obras hidráulicas, puertos y costas, vivienda, urbanismo, ordenación del territorio, arquitectura y medio ambiente.
Años más tarde, en 1987 el Ministerio de Obras Públicas recupera algunas responsabilidades históricas, como son las de geodesia, geofísica, cartografía y metrología que supervisaba el Instituto Geográfico Nacional, que se adscribía de nuevo al ministerio. Cuatro años después, en abril de 1991, se suprimió el Ministerio de Transportes, Turismo y Comunicaciones creado en 1977 y se integró en Obras Públicas, a excepción de la política turística, que pasó al Ministerio de Industria. Durante estos años, se inicia la política más importante que ha desarrollado el ministerio hasta la fecha, la creación de una red de alta velocidad ferroviaria, que se estimó en una inversión de 60 000 millones de euros (con datos de finales de 2023).

Líneas de alta velocidad en servicio en mayo de 2024. Desde los años 1990, la principal política del ministerio ha sido la implantación de ferrocarriles de alta velocidad por todo el país.

También, en la década de 1990 se empieza a poner el foco en el ramo de medio ambiente, que se potencia por Real Decreto 199/1990, de 16 de febrero, al crear la Secretaría General de Medio Ambiente, que se estructuró mediante las direcciones generales de Política Ambiental y de Ordenación y Coordinación Ambiental. Ese interés por esta área no terminó con este órgano, sino que en 1993 el departamento se renombró como Ministerio de Obras Públicas, Transportes y Medio Ambiente, se creó la Secretaría de Estado de Medio Ambiente y, finalmente, en 1996 se creó el Ministerio de Medio Ambiente, que asumió estas atribuciones y las de aguas y obras hidráulicas.
Fue precisamente en este año, 1996, cuando el departamento recuperó el título de «Ministerio de Fomento». En el año 2000 pierde las competencias sobre comunicaciones —salvo lo concerniente a correo postal—, que pasan al Ministerio de Ciencia y Tecnología, a través de la Secretaría de Estado de Telecomunicaciones y para la Sociedad de la Información.
Entre los años 2004 y 2012, el Ministerio sufre una serie de reformas que desembocaron en una estructura que se mantuvo inalterada durante más de una década. En esta época, se recuperó el Ministerio de Vivienda, que se estructuró mediante una Secretaría General y una Subsecretaría. Al mismo tiempo, el Ministerio de Fomento se estructuró mediante una Secretaría de Estado, la Subsecretaría y las secretarías generales de Infraestructuras y de Transportes, de nueva creación. Con la supresión del Departamento de Vivienda en 2010, Fomento absorbió sus atribuciones y estructura que, desde finales de 2011, giró en torno a los órganos mencionados de Fomento más la Secretaría General de Vivienda. Asimismo, se crearon nuevos organismos, como la Agencia Estatal de Seguridad Aérea y la Agencia Estatal de Seguridad Ferroviaria, a partir de las competencias de las direcciones generales competentes, y se liberalizaron algunos mercados, poniendo fin a algunos monopolios estatales, estableciendo nuevas empresas públicas —Renfe Operadora, Adif, Adif-Alta Velocidad, Enaire, Aena— para gestionar las restantes competencias del Estado o, directamente, para competir en ellos.

#### El transporte gana la batalla

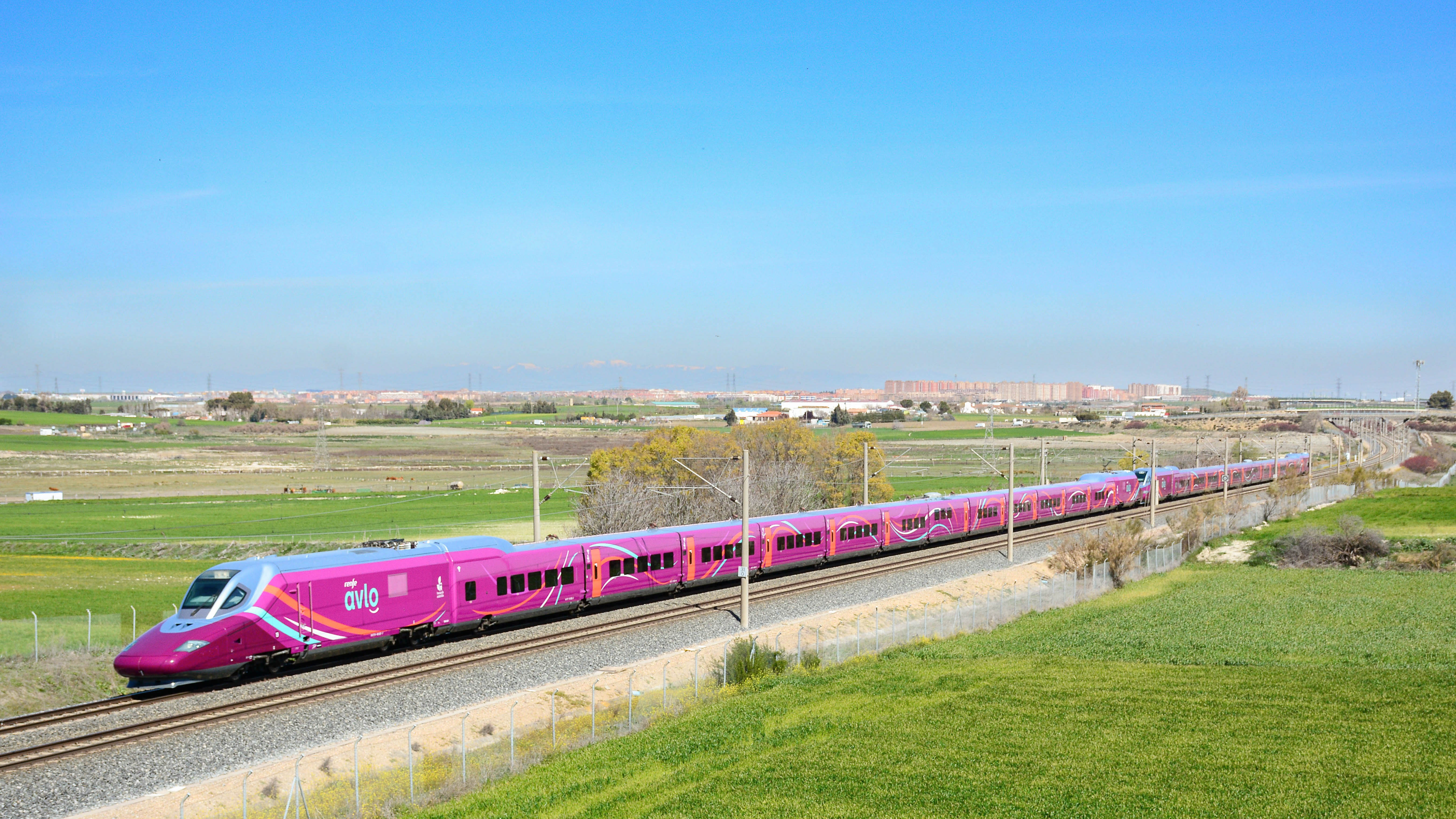
Un tren Avlo, marca de bajo coste de Renfe para competir en el mercado del transporte de pasajeros por ferrocarril.

Durante el segundo Gobierno de Pedro Sánchez se tituló como «Ministerio de Transportes, Movilidad y Agenda Urbana» con el objetivo de reorientar las políticas en fomento de obra pública y transporte, alejándose de las tradicionales denominaciones alusivas a la construcción y centrándose más en la concepción de transporte e infraestructuras de transporte. No alteró funciones ni estructura. El 14 de diciembre de 2020 se liberalizó el mercado del transporte de pasajeros por ferrocarril y, en junio de 2021, Renfe puso en marcha una nueva marca de bajo coste, Avlo, para competir con las nuevas operadoras privadas.
En noviembre de 2023, el presidente del Gobierno renombró por segunda vez el Departamento, esta vez como «Ministerio de Transportes y Movilidad Sostenible», tras separar las responsabilidades de vivienda, que pasaron al restablecido —por tercera vez— Ministerio de Vivienda y Agenda Urbana. Ya en diciembre, el ministro Puente reorganizó profundamente el Ministerio; hasta entonces, la política de infraestructuras de transporte y de ordenación de los medios de transporte se gestionaban de forma separada —mediante la Secretaría General de Infraestructuras para lo primero y la Secretaría General de Transportes para lo segundo— pero, desde el Real Decreto 1009/2023, de 5 de diciembre, las competencias se reorganizaron mediante dos secretaría generales nuevas —Secretaría General de Transporte Terrestre y Secretaría General de Transportes Aéreo y Marítimo— que unificaron los distintos medios de transporte concretos con sus respectivas políticas de ordenación e infraestructuras. Esta reorganización se concluyó en marzo del año siguiente, con la creación de la Secretaría General de Movilidad Sostenible, que agrupó las competencias que ejercían diversos órganos de la Secretaría de Estado de Transportes en este ámbito.

## Estructura

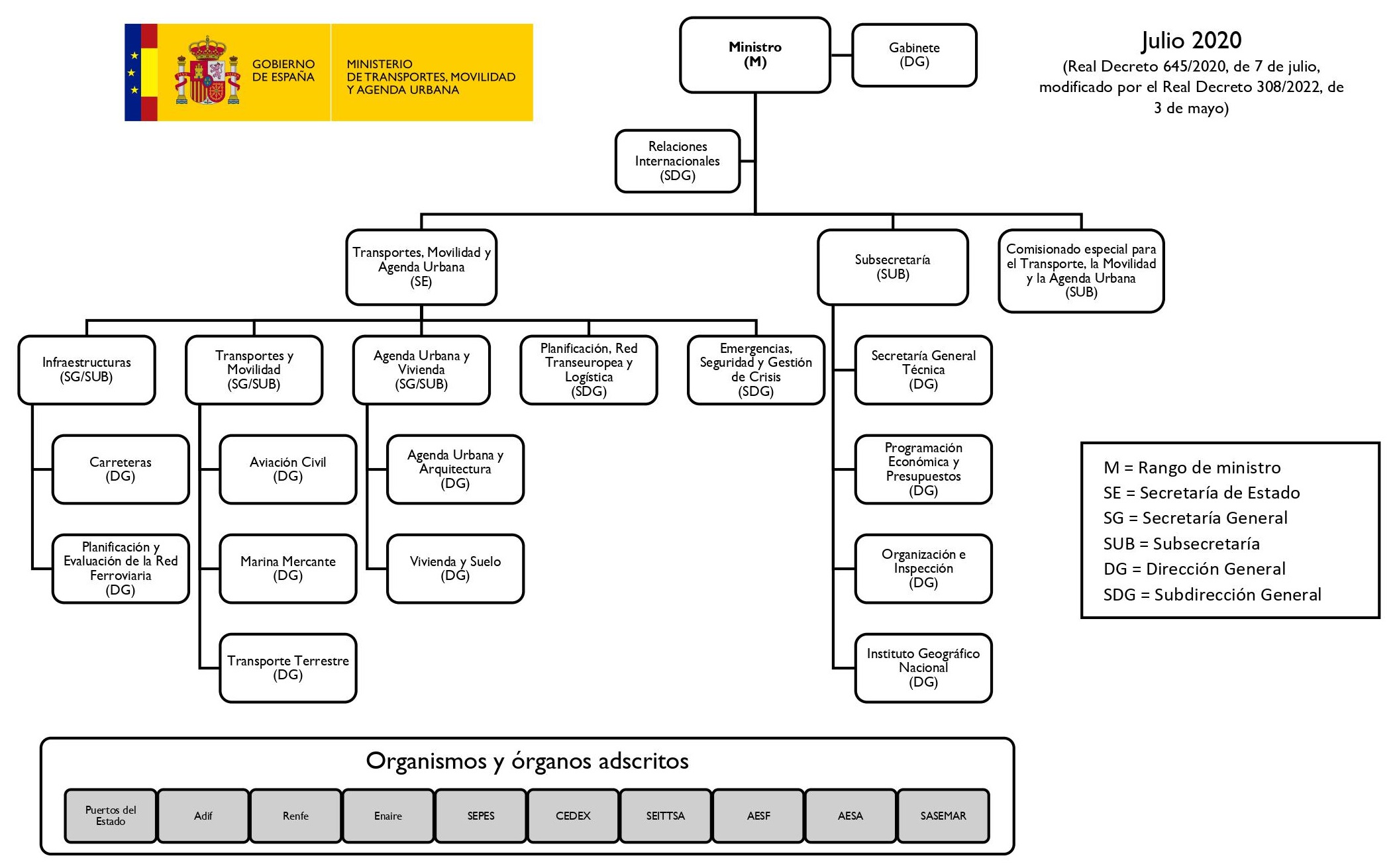
Organigrama del Ministerio hasta nivel de subdirección general (solo en órganos superiores). Julio 2020.

Del Ministerio de Transportes y Movilidad Sostenible dependen los siguientes órganos superiores y directivos (en negrita los directamente dependientes del ministro):
- La Secretaría de Estado de Transportes y Movilidad Sostenible
  - La Secretaría General de Transporte Terrestre
    - La Dirección General de Carreteras
    - La Dirección General del Sector Ferroviario
    - La Dirección General de Transporte por Carretera y Ferrocarril

  - La Secretaría General de Transportes Aéreo y Marítimo
    - La Dirección General de Aviación Civil
    - La Dirección General de la Marina Mercante

  - La Secretaría General de Movilidad Sostenible
    - La Dirección General de Estrategias de Movilidad

  - La Unidad de Emergencias, Seguridad y Gestión de Crisis
- La Subsecretaría de Transportes y Movilidad Sostenible
  - La Secretaría General Técnica
  - La Dirección General de Programación Económica y Presupuestos
  - La Dirección General de Organización e Inspección
  - La Dirección General del Instituto Geográfico Nacional
- La Subdirección General de Relaciones Internacionales, a la que corresponde ejercer la coordinación y seguimiento de las relaciones internacionales en las materias competencia del Departamento, y de la representación del mismo en instituciones internacionales, especialmente la Unión Europea, en colaboración con el Ministerio de Asuntos Exteriores, Unión Europea y Cooperación, sin perjuicio de las competencias de los órganos superiores y directivos del Departamento.

Además, para el apoyo y asistencia inmediata al titular del Ministerio existe un Gabinete, cuyo titular tiene el rango de director general.

### Adscripciones

#### Organismos públicos
- El Centro de Estudios y Experimentación de Obras Públicas (CEDEX).
- La Agencia Estatal de Seguridad Ferroviaria (AESF).
- La Agencia Estatal de Seguridad Aérea (AESA).
- La Comisión de Investigación de Accidentes e Incidentes de Aviación Civil (CIAIAC).
- La Comisión de Investigación de Accidentes Ferroviarios (CIAF).
- La Comisión de Investigación de Accidentes e Incidentes Marítimos (CIAIM).
- El Centro Nacional de Información Geográfica (CNIG).
- El Consejo de Obras Públicas (COP).

#### Empresas públicas
- El ente público Puertos del Estado y, a través de este, las Autoridades Portuarias.
- La entidad pública empresarial Adif.
- La entidad pública empresarial Adif-Alta Velocidad.
- La entidad pública empresarial Renfe-Operadora.
- La entidad pública empresarial Enaire.
- La Sociedad Estatal de Infraestructuras del Transporte Terrestre.
- La Sociedad de Salvamento y Seguridad Marítima.

Además, la Autoridad Administrativa Independiente para la Investigación Técnica de Accidentes e Incidentes ferroviarios, marítimos y de aviación civil, se relaciona con el Gobierno a través del Departamento.

## Sedes

### Nuevos Ministerios
En la actualidad, el Ministerio de Transportes tiene su sede central en la ciudad de Madrid. En concreto, se encuentra ubicado en el complejo gubernamental de Nuevos Ministerios, diseñado por el arquitecto Secundino Zuazo e inspirado en Real Monasterio de San Lorenzo de El Escorial. Las obras de este complejo, pensado para albergar los departamentos de Obras Públicas; Gobernación; Agricultura, Industria y Comercio; y la sede de la Dirección General de Seguridad, se iniciaron en la Segunda República, en abril de 1933, como expreso deseo del ministro de Obras Públicas, Indalecio Prieto, y no se concluyeron hasta 1942. El Ministerio de Obras Públicas se instaló finalmente en el complejo en 1958, donde hoy continúa.
Además de esta sede central, donde están alojados todos los servicios centrales del Ministerio, el departamento posee otras que albergan los organismos y las empresas públicas de este, que tienen sedes propias.

### Antiguas sedes

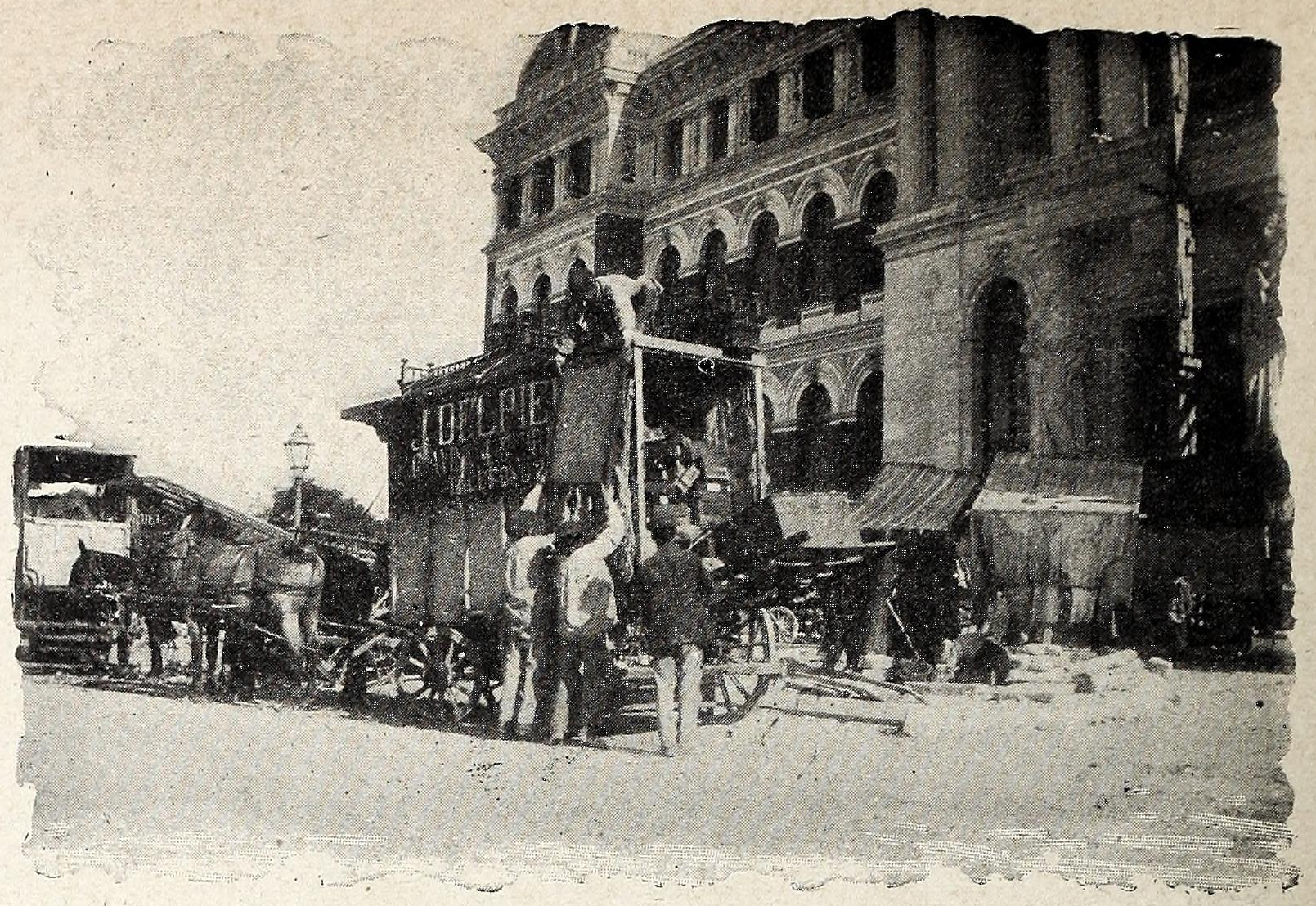
Mudanza del Ministerio de Fomento al Palacio de Fomento. 1897.

La primera sede del Departamento se situó en el ya desaparecido Convento de la Trinidad Calzada. Este edificio había sido adquirido por el Estado con la desamortización de Mendizábal, y fue cedido al Museo del Prado para la exposición y conservación de gran parte del patrimonio artístico expropiado a la órdenes religiosas, creándose así el Museo de la Trinidad. Con la fundación del nuevo ministerio, se buscó un emplazamiento que no requiriera elevar el gasto público, por lo que se optó por este convento, compartiendo ambos el espacio. Las dificultades de esta convivencia fue una de las razones que motivaron la disolución del Museo de la Trinidad y su integración definitiva en el Prado. Además de este uso, también acogió a la Biblioteca Nacional y exposiciones de la Real Academia de Bellas Artes de San Fernando. Si bien hubo planes de restaurar el edificio que se encontraba en estado ruinoso, finalmente fue demolido en 1897 tras el traslado del Ministerio al Palacio de Fomento.
Desde la conclusión de las obras del Palacio de Fomento en 1897, este emblemático edificio que sirvió durante décadas como sede central del departamento, aunque compartiendo espacio con otros como fue el caso del Ministerio de Industria y Comercio o del Ministerio de Agricultura. Con el tiempo, este palacio madrileño se fue quedando pequeño y los servicios se repartieron por la ciudad de Madrid hasta la construcción del complejo de Nuevos Ministerios, quedándose el Ministerio de Agricultura como el único ocupante.

## Titulares

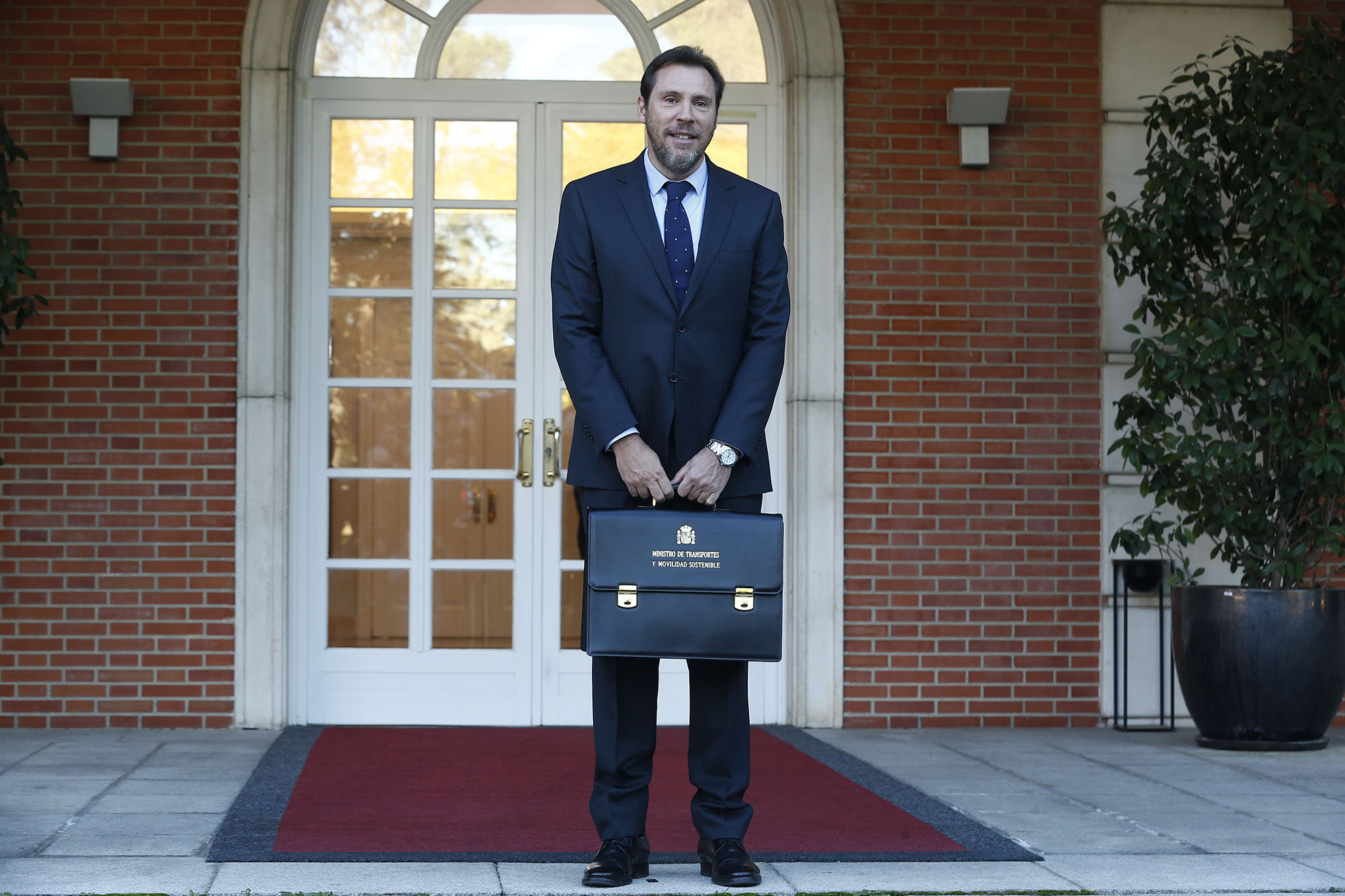
Óscar Puente, ministro de Transportes

El ministro de Transportes y Movilidad Sostenible forma parte del Consejo de Ministros y se sitúa en el sexto lugar en el orden de precedencia de los ministros del Gobierno, por detrás del ministro del Interior y por delante del ministro de Educación.
El actual ministro es, desde el 21 de noviembre de 2023, Óscar Puente Santiago, diputado nacional por la provincia de Valladolid desde 2023 y exalcalde de Valladolid (2015-2023).

## Presupuesto
Para el ejercicio 2024, el Departamento de Transportes y Movilidad Sostenible tiene un presupuesto consolidado de 11 456 millones de euros.
En cuanto a la distribución de esta cantidad, la mayor parte de las partidas del presupuesto van destinadas a las políticas de creación y conservación de infraestructuras de transporte, con 4535 millones. Por otra parte, el apoyo y las subvenciones al transporte abarcan 3446 millones del presupuesto y, los servicios generales que mantienen el Departamento en funcionamiento cuentan con 439 millones para esta tarea. El resto del presupuesto, otros 450 millones, financia tareas de ordenación y regulación del transporte, seguridad e investigación de accidentes, salvamento marítimo, I+D+i y tareas de cartografía, astronomía, geodesia, geofísica.
Por último, fuera del presupuesto ordinario quedan otros 2591 millones de fondos europeos, que financian obra pública de interés europeo, proyectos de sostenibilidad y medio ambiente e I+D+i.

### Evolución
| Gasto consolidado del Ministerio de Transportes desde el año 2000 Datos cada dos años, salvo el más reciente (en millones de euros) |
| |
| Fuente: Presupuestos Generales del Estado. Ministerio de Hacienda.                                                                  |

### Auditoría
Las cuentas del Ministerio, así como de sus organismos adscritos, son auditadas de forma interna por la Intervención General de la Administración del Estado (IGAE), a través de una Intervención Delegada en el propio Departamento. De forma externa, es el Tribunal de Cuentas el responsable de auditar el gasto.

### Departamentos relacionados
- Ministerio del Interior - Departamento predecesor que gestionó las competencias sobre transportes e infraestrucutras entre 1812 y 1847.
- Ministerio de Educación - Departamento que se escindió de este en el año 1900.
- Ministerio de Transportes y Comunicaciones - Departamento que asumió la política de transportes entre 1977 y 1991.
- Ministerio para la Transición Ecológica - Antes llamado de Medio Ambiente, se creó en 1996 a partir de las competencias ambientales e hídricas de este Ministerio.
- Ministerio de Vivienda - Departamento que ha compartido las tareas sobre la obra pública mientras ha existido, esto es, entre 1957 y 1977, entre 2004 y 2010, y desde 2023.